# Niko Steinmetz
Niko Steinmetz, né le 20 avril 2000 à Auckland en Nouvelle-Zélande, est un footballeur international samoan. Il joue au poste de défenseur central aux Western Springs.

## Biographie

### En club
Il joue au Waitakere United en Premiership. Avec celui-ci, il fait ses débuts en championnat le 6 janvier 2019 contre Auckland City. Waitakere United s'incline 0-2.
En 2021, il s'engage avec les Western Springs en NZFC depuis la refonte du championnat national cette même année,. Dans ce nouveau format, il joue son premier match en championnat contre les West Coast Rangers le 27 mars 2023. Lors de cette première journée de championnat, son équipe s'impose facilement 1-5.
Début 2024, lui ainsi que quatre autres joueurs des Rangers prolongent leur contrat pour la saison 2024,.

### En équipe nationale
En juin 2024, il figure dans la liste des 23 joueurs samoans retenus par Ryan Stewart pour participer à la Coupe d'Océanie 2024,,. Quelques jours plus tard, lors de cette compétition, il fait ses débuts contre Tahiti. Titulaire lors de cette rencontre, sa sélection s'incline 2-0,.